# Rosa Tous Oriol
Rosa Tous Oriol (Manresa, 1966) és una empresària catalana, vicepresidenta corporativa de Tous des de 2013. És la major de les quatre filles de Salvador Tous Ponsa i Rosa Maria Oriol Porta fundadors de l’empresa de joieria, accessoris i moda Tous. Té tres fills, Jana, Julie i Robin. El 2025 fou inclosa a la llista Forbes de les 100 dones més influents de Catalunya.